# Patsy Cline

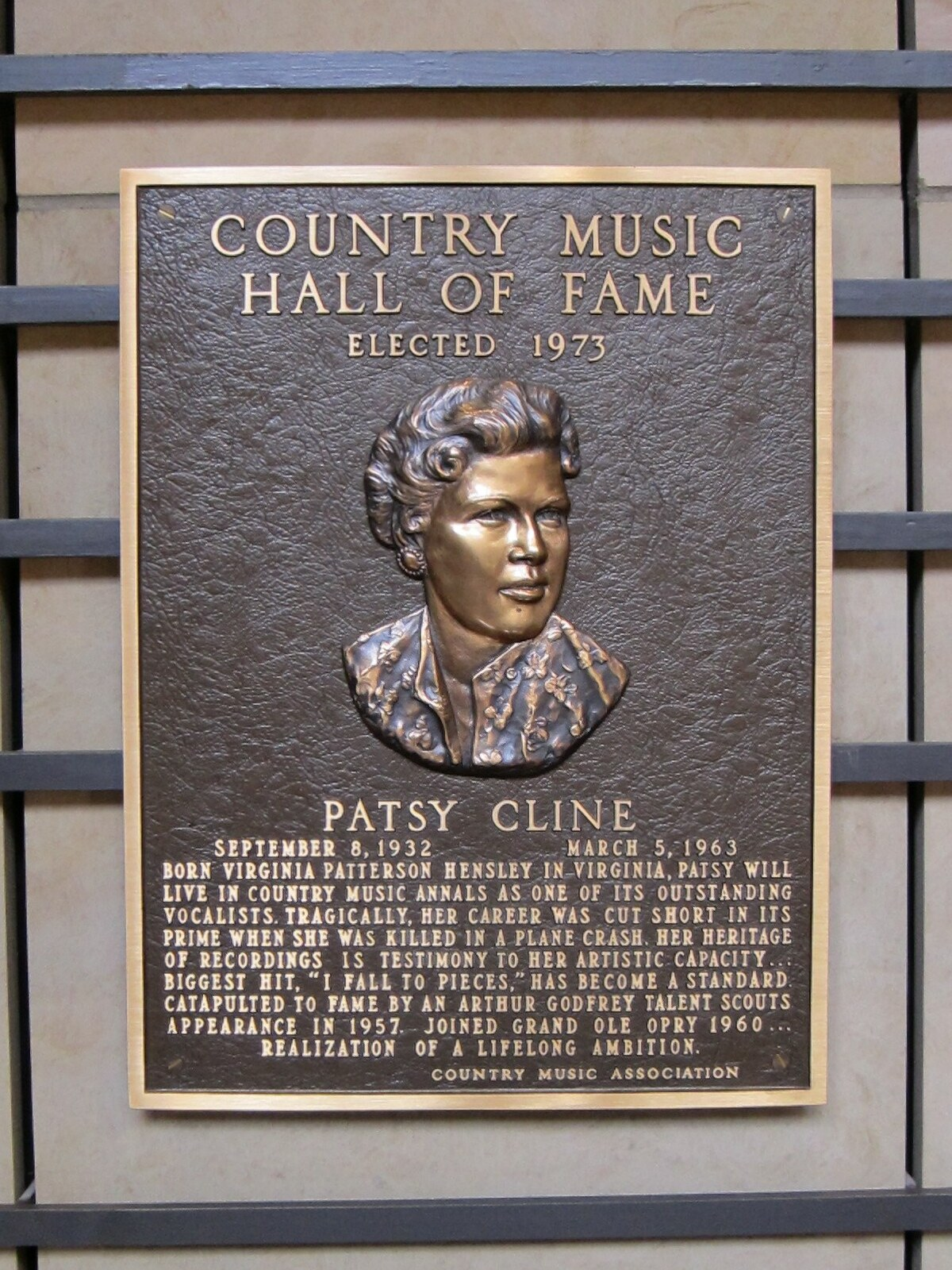
Tafel für Patsy Cline in der Country Hall of Fame

Patsy Cline (* 8. September 1932 als Virginia Patterson Hensley in Winchester, Virginia; † 5. März 1963 bei Camden, Tennessee) war eine US-amerikanische Country-Sängerin. Sie war als Crossover-Künstlerin zur Popmusik Teil des Nashville Sounds. Zu ihren größten Erfolgen zählen Walkin’ After Midnight aus dem Jahr 1957 sowie I Fall to Pieces und Crazy von 1961. Sie kam 1963 auf dem Höhepunkt ihrer Karriere im Alter von 30 Jahren bei einem Flugzeugabsturz ums Leben.

## Leben

### Anfänge
Patsy Cline wuchs in ärmlichen Verhältnissen im nicht weit von Washington, D.C. gelegenen Winchester auf. Sie interessierte sich früh für Musik und hatte im Alter von zwölf Jahren ihre ersten öffentlichen Auftritte. Auf Vermittlung vom Country-Sänger Wally Fowler hatte sie 1948 erstmals Gelegenheit, dem Management der Grand Ole Opry vorzusingen. Obwohl einige einflussreiche Persönlichkeiten Interesse zeigten, kam kein Engagement zustande.
Notgedrungen trat sie weiterhin in ihrer Heimatstadt Winchester auf. Sie schloss sich der Band Bill Peer and his Melody Boys an. Peer, mit dem sie eine längere Affäre hatte, verpasste ihr den Spitznamen Patsy. Der zweite Teil ihres Künstlernamens stammte aus einer kurzen Ehe mit Gerald Cline, die 1953 geschlossen wurde.

### Karriere
1954 kehrte Patsy Cline nach Nashville zurück. Sie trat in Ernest Tubbs Midnight Jamboree auf, die im Anschluss an die Grand-Ole-Opry-Sendung übertragen wurde. Im gleichen Jahr nahm sie nach dem Gewinn eines Talentwettbewerbs ihre erste Schallplatte auf. Wenig später erhielt sie von Four Star Records einen Vertrag, der ihr aber wenig gestalterische Freiheiten einräumte und sie auch finanziell benachteiligte. Aufgrund des schlechten Songmaterials floppten ihre ersten Singles, die im Nashviller Decca-Studio unter Leitung von Owen Bradley aufgenommen worden waren. 1957 wurde mit Walkin’ After Midnight Clines erster großer Hit produziert, der sich sowohl in den Country- als auch in den Pop-Charts platzieren konnte. Der Erfolg konnte allerdings zunächst nicht wiederholt werden, und es begann eine längere Durststrecke für die inzwischen zum zweiten Mal verheiratete Sängerin.
Anfang 1960 lief der Vertrag mit Four Star Records aus, und der Weg war frei für eine Zusammenarbeit mit Decca. Gegen ihren Willen wurde sie von ihrem Produzenten Owen Bradley vom Honky Tonk in Richtung Pop-Musik gedrängt. Fast augenblicklich trat der Erfolg ein. Mit dem von den jungen Songwritern Hank Cochran und Harlan Howard geschriebenen I Fall to Pieces erreichte sie 1961 Platz eins der Country-Charts und Platz 15 der Pop-Hitparade. Auch ein schwerer Autounfall konnte ihre Karriere nicht stoppen. Mit dem vom zu diesem Zeitpunkt noch unbekannten Willie Nelson geschriebenen Crazy gelang erneut ein Crossover-Hit, der sie endgültig zum Star machte. Ein Beleg für ihre über das Genre Country-Musik hinausgehende Popularität waren Engagements in der Hollywood Bowl und in Las Vegas. Sie war eine der führenden Repräsentanten des Nashville Sounds und weibliches Gegenstück von Eddy Arnold und Jim Reeves. Es folgte eine Serie weiterer Top-10-Hits.

### Tod und Postumes

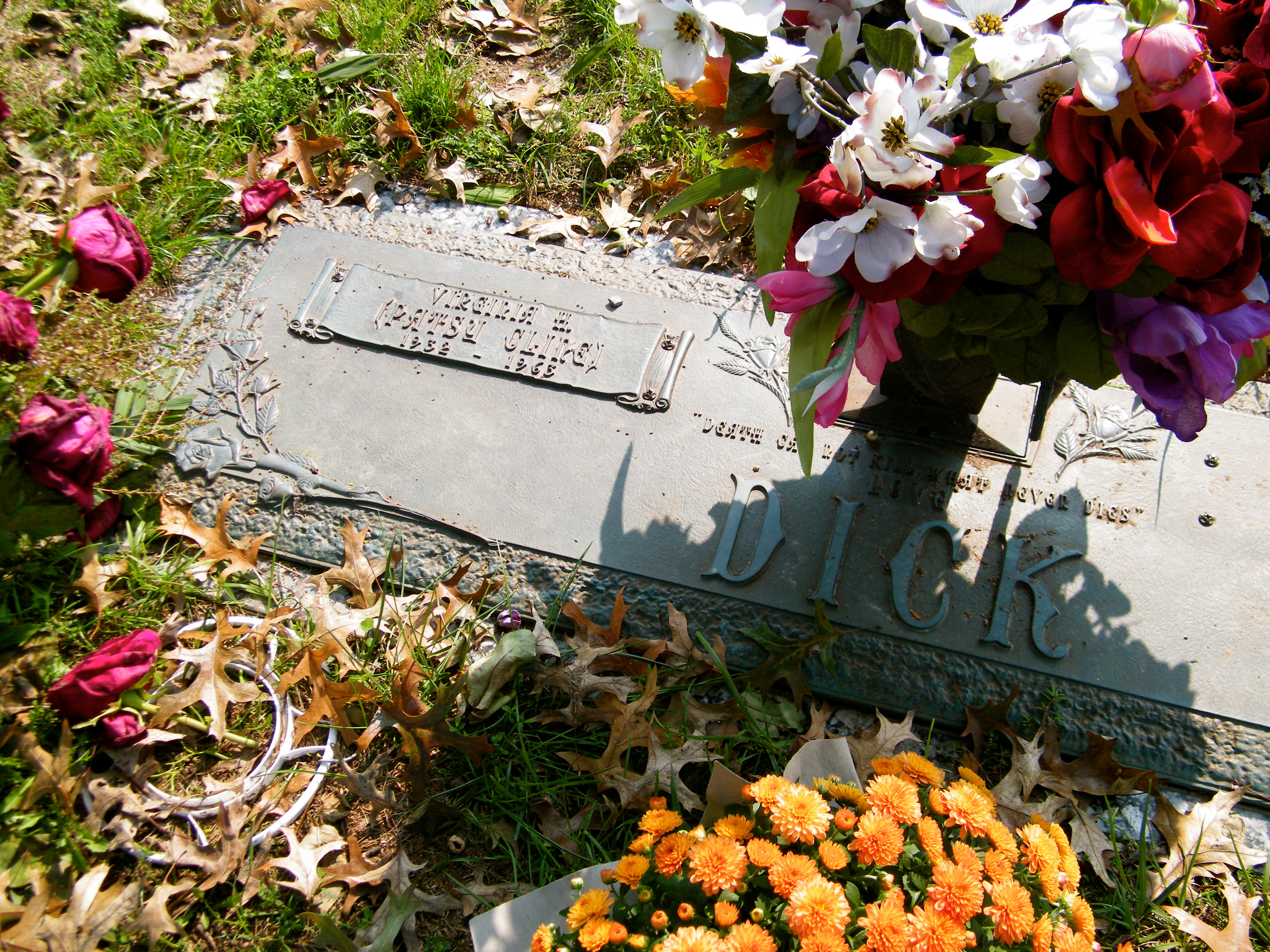
Clines Grab im Shenandoah Memorial Park in Winchester

Auf dem Höhepunkt ihrer Karriere stürzte am 5. März 1963 das Kleinflugzeug, mit dem die 30-Jährige von einem Konzert nach Nashville zurückkehren wollte, in einem Gewittersturm ab. Mit an Bord waren die Country-Sänger Cowboy Copas und Hawkshaw Hawkins, die wie Cline nicht überlebten. Ihr Tod machte sie noch populärer. Postum erschienen weitere Alben und Singles, die sich durchweg hervorragend verkauften und oft mit Gold oder Platin ausgezeichnet wurden. Darunter befindet sich das Album Greatest Hits, das sich mehr als zehn Millionen Mal in den USA verkaufte und mit einer Diamantenen Schallplatte (10-fach Platin) ausgezeichnet wurde. Ihr großer Hit Crazy platzierte sich noch 1990 in den Charts. Es wurde sogar ein auf elektronischem Wege erzeugtes Duett mit dem ebenfalls bei einem Flugzeugabsturz ums Leben gekommenen Jim Reeves produziert.
1973 wurde sie als erste Frau in die Country Music Hall of Fame aufgenommen. Der 1985 produzierte Spielfilm über ihr Leben, Sweet Dreams, fachte das öffentliche Interesse erneut an. Drei Jahre später überredete die kanadische Sängerin k.d.lang den mittlerweile in Ruhestand getretenen Owen Bradley zur Produktion ihres Albums Shadow Land, das der Musik Patsy Clines gewidmet war.
1995 erhielt Cline einen Grammy für ihr Lebenswerk. Der Rolling Stone listete sie 2008 auf Rang 46 der 100 größten Sänger aller Zeiten. Clines Wohnhaus in Winchester, in dem sie von 1948 bis 1953 mit ihrer Mutter und ihren Geschwistern lebte, ist seit 2011 als Patsy Cline House der Öffentlichkeit zugänglich.

## Diskografie

### Studioalben
| Jahr | Titel Musiklabel                | Höchstplatzierung, Gesamtwochen, AuszeichnungChartplatzierungen (Jahr, Titel, Musiklabel, Platzierungen, Wochen, Auszeichnungen, Anmerkungen) | Höchstplatzierung, Gesamtwochen, AuszeichnungChartplatzierungen (Jahr, Titel, Musiklabel, Platzierungen, Wochen, Auszeichnungen, Anmerkungen) | Höchstplatzierung, Gesamtwochen, AuszeichnungChartplatzierungen (Jahr, Titel, Musiklabel, Platzierungen, Wochen, Auszeichnungen, Anmerkungen) | Anmerkungen |
| Jahr | Titel Musiklabel                | UK | US | Country | Anmerkungen |
| ---- | ------------------------------- | --- | --- | --- | ----------- |
| 1962 | Showcase Decca                  | — | US73 (21 Wo.)US | — |             |
| 1980 | Always MCA                      | — | — | Country27 (20 Wo.)Country |             |
| 1999 | Patsy Cline Duets, Volume 1 MCA | — | — | Country67 (1 Wo.)Country |             |

grau schraffiert: keine Chartdaten aus diesem Jahr verfügbar
Weitere Studioalben
- 1957: Patsy Cline (Decca)
- 1962: Sentimentally Yours (Decca)
- 1964: A Tribute To Patsy Cline (Decca)
- 1964: Portrait Of Patsy Cline (Decca)
- 1964: That’s How A Heartache Begins (Decca)

### Livealben
| Jahr | Titel                         | Höchstplatzierung, Gesamtwochen, AuszeichnungChartplatzierungen (Jahr, Titel, Platzierungen, Wochen, Auszeichnungen, Anmerkungen) | Höchstplatzierung, Gesamtwochen, AuszeichnungChartplatzierungen (Jahr, Titel, Platzierungen, Wochen, Auszeichnungen, Anmerkungen) | Höchstplatzierung, Gesamtwochen, AuszeichnungChartplatzierungen (Jahr, Titel, Platzierungen, Wochen, Auszeichnungen, Anmerkungen) | Anmerkungen |
| Jahr | Titel                         | UK | US | Country | Anmerkungen |
| ---- | ----------------------------- | --- | --- | --- | ----------- |
| 1988 | Live at the Opry              | — | — | Country60 (13 Wo.)Country |             |
| 1997 | Live at the Cimarron Ballroom | — | — | Country32 (9 Wo.)Country |             |

Weitere Livealben
- 1989: Live Volume Two

### Kompilationen
| Jahr | Titel Musiklabel                        | Höchstplatzierung, Gesamtwochen, AuszeichnungChartplatzierungen (Jahr, Titel, Musiklabel, Platzierungen, Wochen, Auszeichnungen, Anmerkungen) | Höchstplatzierung, Gesamtwochen, AuszeichnungChartplatzierungen (Jahr, Titel, Musiklabel, Platzierungen, Wochen, Auszeichnungen, Anmerkungen) | Höchstplatzierung, Gesamtwochen, AuszeichnungChartplatzierungen (Jahr, Titel, Musiklabel, Platzierungen, Wochen, Auszeichnungen, Anmerkungen) | Anmerkungen                                                                          |
| Jahr | Titel Musiklabel                        | UK | US | Country | Anmerkungen                                                                          |
| ---- | --------------------------------------- | --- | --- | --- | ------------------------------------------------------------------------------------ |
| 1963 | The Patsy Cline Story Decca             | — | US74 Platin · (12 Wo.)US | Country9 (15 Wo.)Country |                                                                                      |
| 1967 | Patsy Cline’s Greatest Hits Decca       | — | US— DiamantUS | Country17 (191 Wo.)Country | Charteinstieg erst nach Wiederveröffentlichung 1988 unter dem Namen 12 Greatest Hits |
| 1981 | Greatest Hits: Jim Reeves & Patsy Cline | — | — | Country8 (23 Wo.)Country |                                                                                      |
| 1985 | Sweet Dreams                            | UK18 Silber · (13 Wo.)UK | US29 Gold · (14 Wo.)US | Country6 (40 Wo.)Country |                                                                                      |
| 1989 | 20 Gold Hits                            | — | — | Country70 (1 Wo.)Country |                                                                                      |
| 1991 | The Patsy Cline Collection MCA          | — | US166 Platin · (1 Wo.)US | Country29 (10 Wo.)Country | Boxset                                                                               |
| 1992 | The Definitive Patsy Cline              | UK11 (8 Wo.)UK | — | — |                                                                                      |
| 1992 | At Her Best                             | — | — | Country63 (4 Wo.)Country |                                                                                      |
| 1995 | The Very Best of Patsy Cline            | UK21 Gold · (7 Wo.)UK | — | — |                                                                                      |
| 1998 | The Ultimate Collection                 | — | — | Country49 (17 Wo.)Country |                                                                                      |
| 2004 | The Definitive Collection               | — | — | Country52 (31 Wo.)Country |                                                                                      |
| 2005 | Patsy Cline: Gold                       | — | — | Country43 (12 Wo.)Country |                                                                                      |
| 2007 | Patsy Cline: Collector’s Edition        | — | — | Country71 (2 Wo.)Country |                                                                                      |
| 2010 | Icon: Patsy Cline                       | — | US197 (1 Wo.)US | Country38 (78 Wo.)Country |                                                                                      |
| 2012 | Deluxe: Greatest Hits                   | — | — | Country70 (3 Wo.)Country |                                                                                      |

grau schraffiert: keine Chartdaten aus diesem Jahr verfügbar
Weitere Kompilationen
- 1962: Patsy Cline’s Golden Hits
- 1965: Here’s Patsy Cline
- 1969: Country Great!
- 1979: The Country Hall of Fame – Patsy Cline
- 1980: The Last Sessions (MCA)
- 1982: Remembering Patsy Cline & Jim Reeves (US: Gold)
- 1985: Sweet Dreams, The Life And Time Of Patsy Cline (MCA)
- 1985: Today, Tomorrow And Forever (MCA)
- 1985: Heartaches (US: Platin)
- 1986: Stop, Look & Listen
- 1986: Songwriter’s Tribute
- 1988: Faded Love
- 1988: The Last Sessions
- 1988: Dreaming...
- 1989: Walkin’ Dreams: Her First Recordings, Volume 1
- 1989: Hungry for Love: Her First Recordings, Volume 2
- 1989: The Rockin’ Side: Her First Recordings, Volume 3
- 1991: Best of Patsy Cline
- 1992: Forever and Always
- 1993: Loved and Lost Again
- 1993: In Care of the Blues
- 1993: Walkin’ After Midnight
- 1994: The Best of Patsy Cline (UK: Gold)
- 1995: Patsy Cline Sings Songs of Love (US: Platin)
- 1995: Patsy Cline Sings More Great Songs of Love
- 1996: Birth of a Country Legend
- 1997: The Essential Patsy Cline
- 1999: Classic Patsy Cline: 20th Century (MCA)
- 2000: The Ultimate Collection
- 2000: True Love: A Standards Collection
- 2001: The Essential Collection (UK: Silber)
- 2002: Songs Of Love
- 2008: Playlist Your Way: Patsy Cline
- 2010: Icon 2: Patsy Cline

### EPs
- 1957: Songs by Patsy Cline
- 1957: Patsy Cline
- 1961: Patsy Cline
- 1962: Patsy Cline
- 1962: She’s Got You
- 1962: So Wrong/You’re Stronger Than Me

### Singles
| Jahr             | Titel Album                                                                                   | Höchstplatzierung, Gesamtwochen, AuszeichnungChartplatzierungen (Jahr, Titel, Album, Platzierungen, Wochen, Auszeichnungen, Anmerkungen) | Höchstplatzierung, Gesamtwochen, AuszeichnungChartplatzierungen (Jahr, Titel, Album, Platzierungen, Wochen, Auszeichnungen, Anmerkungen) | Höchstplatzierung, Gesamtwochen, AuszeichnungChartplatzierungen (Jahr, Titel, Album, Platzierungen, Wochen, Auszeichnungen, Anmerkungen) | Anmerkungen                       |
| Jahr             | Titel Album                                                                                   | UK | US | Country | Anmerkungen                       |
| ---------------- | --------------------------------------------------------------------------------------------- | --- | --- | --- | --------------------------------- |
| 1957             | Walkin’ After Midnight Patsy Cline                                                            | — | US17 (16 Wo.)US | Country3 (19 Wo.)Country |                                   |
| 1957             | A Poor Man’s Roses (Or a Rich Man’s Gold) Patsy Cline                                         | — | — | Country14 (1 Wo.)Country |                                   |
| 1961             | I Fall to Pieces Showcase                                                                     | UK87 (2 Wo.)UK | US12 (20 Wo.)US | Country1 (54 Wo.)Country | Charteinstieg in UK erst 1991     |
| 1961             | Crazy Showcase                                                                                | UK14 Silber · (11 Wo.)UK | US9 (11 Wo.)US | Country2 (21 Wo.)Country | Höchstplatzierung in UK erst 1990 |
| 1961             | Who Can I Count On Patsy Cline (1962)                                                         | — | US99 (1 Wo.)US | — | B-Seite von Crazy                 |
| 1962             | She’s Got You Sentimentally Yours                                                             | UK43 (1 Wo.)UK | US14 (13 Wo.)US | Country1 (19 Wo.)Country |                                   |
| 1962             | Strange Sentimentally Yours                                                                   | — | US97 (2 Wo.)US | — |                                   |
| 1962             | Imagine That –                                                                                | — | US90 (2 Wo.)US | — |                                   |
| 1962             | When I Get Thru’ with You –                                                                   | — | US53 (6 Wo.)US | Country10 (12 Wo.)Country |                                   |
| 1962             | So Wrong So Wrong/You’re Stronger Than Me                                                     | — | US85 (1 Wo.)US | Country14 (10 Wo.)Country | B-Seite: You’re Stronger Than Me  |
| 1962             | Heartaches Sentimentally Yours                                                                | UK31 (5 Wo.)UK | US73 (7 Wo.)US | — |                                   |
| 1963             | Leavin’ on Your Mind –                                                                        | — | US83 (5 Wo.)US | Country8 (17 Wo.)Country |                                   |
| Posthume Singles |                                                                                               | | | |                                   |
|                  |                                                                                               | | | |                                   |
| 1963             | Sweet Dreams (of You) The Patsy Cline Story                                                   | — | US44 (10 Wo.)US | Country5 (16 Wo.)Country |                                   |
| 1963             | Faded Love A Portrait of Patsy Cline                                                          | — | US96 (3 Wo.)US | Country7 (13 Wo.)Country |                                   |
| 1963             | When You Need a Laugh A Portrait of Patsy Cline                                               | — | — | Country47 (3 Wo.)Country |                                   |
| 1964             | He Called Me Baby That’s How a Heartache Begins                                               | — | — | Country23 (12 Wo.)Country |                                   |
| 1968             | Anytime –                                                                                     | — | — | Country73 (2 Wo.)Country |                                   |
| 1978             | Life’s Railway to Heaven –                                                                    | — | — | Country98 (1 Wo.)Country |                                   |
| 1980             | Always                                                                                        | — | — | Country18 (12 Wo.)Country |                                   |
| 1981             | Have You Ever Been Lonely? (Have You Ever Been Blue?) Greatest Hits: Jim Reeves & Patsy Cline | — | — | Country5 (17 Wo.)Country | mit Jim Reeves                    |

Weitere Singles
- 1955: A Church, a Courtroom and Then Goodbye
- 1955: Hidin’ Out
- 1956: I Love You, Honey
- 1956: I’ve Loved and Lost Again
- 1957: Try Again
- 1957: A Stranger in My Arms
- 1957: I Don’t Wanta
- 1958: Stop the World (And Let Me Off)
- 1958: Come on In
- 1958: I Can See an Angel
- 1958: Just Out of Reach
- 1958: Dear God
- 1959: Yes, I Understand
- 1959: Gotta Lot of Rhythm in My Soul
- 1960: Lovesick Blues
- 1960: Crazy Dreams
- 1962: Why Can't He Be You
- 1964: Your Kinda Love
- 1964: That’s How a Heartache Begins
- 1965: Just a Closer Walk with Thee, Part 1
- 1965: Your Cheatin’ Heart
- 1965: South of the Border (Down Mexico Way)
- 1965: I Love You So Much It Hurts
- 1966: Shoes
- 1966: Lonely Street
- 1966: That’s My Desire
- 1967: You Took Him Off My Hands
- 1967: Hidin’ Out
- 1967: True Love
- 1968: Always
- 1968: You Made Me Love You (I Didn’t Want to Do It)
- 1969: Crazy Arms
- 1999: That Wonderful Someone (mit Bob Carlisle)
- 1999: There He Goes (mit John Berry)

## Auszeichnungen für Musikverkäufe
| Goldene Schallplatte - Norwegen - 1998: für das Album Hennes største hits | Platin-Schallplatte - Vereinigte Staaten - 1994: für das Videoalbum The Real Patsy Cline |

Anmerkung: Auszeichnungen in Ländern aus den Charttabellen bzw. Chartboxen sind in ebendiesen zu finden.
| Land/RegionAuszeichnungen für Musikverkäufe (Land/Region, Auszeichnungen, Verkäufe, Quellen) | Silber     | Gold     | Platin     | Diamant  | Verkäufe   | Quellen                                                    |
| -------------------------------------------------------------------------------------------- | ---------- | -------- | ---------- | -------- | ---------- | ---------------------------------------------------------- |
| Norwegen (IFPI)                                                                              | —          | Gold1    | —          | —        | 25.000     | ifpi.no (Memento vom 5. November 2012 im Internet Archive) |
| Vereinigte Staaten (RIAA)                                                                    | —          | 2× Gold2 | 5× Platin5 | Diamant1 | 15.100.000 | riaa.com                                                   |
| Vereinigtes Königreich (BPI)                                                                 | 3× Silber3 | 2× Gold2 | —          | —        | 520.000    | bpi.co.uk                                                  |
| Insgesamt                                                                                    | 3× Silber3 | 5× Gold5 | 5× Platin5 | Diamant1 |            |                                                            |